# Андродіеція
Андродіеція (англ. Androdioecy) — система статей, що характеризується співіснуванням самців і гермафродитів. Андродіеція зустрічається рідко в порівнянні з іншими основними репродуктивними системами: діецією, гінодіецією і гермафродитизмом. У тварин андродіеція вважалася сходинкою на шляху переходу від діеції до гермафродитизму і навпаки.
Андродіецію іноді називають змішаною системою розмноження, разом із триецією і гінодіецією. Це диморфна статева система у рослин поряд з гінодіецією та дводомністю.

## Еволюція андродіеції
Вимоги до пристосованості для виникнення і підтримки андродіеції теоретично настільки малоймовірні, що довго вважалося, що таких систем не існує. Зокрема, самці та гермафродити повинні мати однакову пристосованість, іншими словами, однакову кількість потомства, щоб їх підтримувати. Однак самці мають потомство лише шляхом запліднення яєць або яйцеклітин гермафродитів, тоді як гермафродити мають потомство як через запліднення яєць або яйцеклітин інших гермафродитів, так і власних яйцеклітин. Це означає, що за інших рівних умов, самцям доводиться запліднювати вдвічі більше яєць або яйцеклітин, ніж гермафродити, щоб компенсувати відсутність самок.
Андродіеція може еволюціонувати або від гермафродитистичних предків через вторгнення самців, або від діеційних предків через вторгнення гермафродитів. Стан предків важливий, оскільки умови, за яких може еволюціонувати андродіеція, значно відрізняються[джерело?].

### Андродіеція з діеційним походженням
У круглих червів, молюсків, креветок-пуголовків і ракових креветок андродіеція еволюціонувала з діеції. У цих системах гермафродити можуть запліднювати лише власні яйцеклітини (самозапліднюватись) і не можуть спаровуватися з іншими гермафродитами. Самці є єдиним засобом аутбридингу. Гермафродити можуть бути корисними для колонізації нових місць проживання, оскільки один гермафродит може породити багато інших особин.
У добре вивченого круглого черва Caenorhabditis elegansсамці зустрічаються дуже рідко і зустрічаються лише в популяціях, які перебувають у поганому або стресовому стані. Вважається, що у Caenorhabditis elegans андродіеція еволюціонувала з діеції через триецію як проміжну ланку.

### Андродіеція з гермафродитистичним походженням
У вусоногих андродіеція еволюціонувала з гермафродитизму. Багато рослин самозапліднюються, і самці можуть підтримуватися в популяції у час важкої ендогамної депресії, оскільки самці гарантують аутбридинг[джерело?].

## Андродіеційні види
Незважаючи на їхню малоймовірну еволюцію, відомі 115 андродіеційних тварин і близько 50 видів андродіеційних рослин:

### Anthozoa(Коралові поліпи)
- Goniastra australensis
- Stylophora pistillata

### Nematoda(Круглі черви)
Rhabditidae (ряд Rhabditida)
- Caenorhabditis briggsae
- Caenorhabditis elegans[10]
- Caenorhabditis sp. 11
- Oscheius myriophila
- Oscheius dolchura
- Oscheius tipulae
- Oscheius guentheri
- Rhabditis rainai
- Rhabditis sp. (AF5)
- Rhabdias nigrovenosum
- Rhabdias rubrovenosa
- Rhabdias ranae
- Entomelas entomelas

Diplogastridae (ряд Rhabditida)
- Allodiplogaster sudhausi[13]
- Diplogasteroides magnus[14]
- Levipalatum texanum[15]
- Pristionchus boliviae[16]
- Pristionchus fissidentatus[17]
- Pristionchus maupasi[18]
- Pristionchus mayeri[16]
- Pristionchus pacificus
- Pristionchus triformis[19]
- Sudhausia aristotokia[20]
- Sudhausia crassa[20]

Steinernematidae (ряд Rhabditida)
- Steinernema hermaphroditum

Allanotnematidae (ряд Rhabditida)
- Allantonema mirabile
- Bradynema rigidum

Dorylaimida
- Dorylaimus liratus

### Nemertea(Пласкі черви)
- Prostoma eilhardi[джерело?]

### Arthropoda(Членистоногі)
Conchostraca
- Eulimnadia texana[21]
- Eulimnadia africana
- Eulimnadia agassizii
- Eulimnadia antlei
- Eulimnadia braueriana
- Eulimnadia brasiliensis
- Eulimnadia colombiensis
- Eulimnadia cylondrova
- Eulimnadia dahli
- Eulimnadia diversa
- Eulimnadia feriensis
- Eulimnadia follisimilis
- Eulimnadia thompsoni
- Eulimnadia sp. A
- Eulimnadia sp. B
- Eulimnadia sp. C

Triopsidae (Щитні)
- Triops cancriformis[22]
- Triops newberryi
- Triops longicaudatus

Cirripedia (Вусоногі)
- Paralepas klepalae
- Paralepas xenophorae
- Koleolepas avis
- Koleolepas tinkeri
- Ibla quadrivalvis
- Ibla cumingii
- Ibla idiotica
- Ibla segmentata
- Calantica studeri
- Calantica siemensi
- Calantica spinosa
- Calantica villosa
- Arcoscalpellum sp.
- Euscalpellum squamuliferum
- Scalpellum peronii
- Scalpellum scalpellum
- Scalpellum vulgare
- Scillaelepas arnaudi
- Scillaelepas bocquetae
- Scillaelepas calyculacilla
- Scillaelepas falcate
- Scillaelepas fosteri
- Smilium hastatum
- Smilium peronii
- Chelonibia patula[23]
- Chelonibia testudinaria[24]
- Bathylasma alearum[25]
- Bathylasma corolliforme
- Conopea galeata[26]
- Conopea calceola[26]
- Conopea merrilli[26]
- Solidobalanus masignotus[27]
- Tetrapachylasma trigonum
- Megalasma striatum
- Octolasmis warwickii[28]

Lysmata
- Lysmata wurdemanni
- Lysmata amboinensis
- Lysmata californica
- Lysmata bahia
- Lysmata intermedia
- Lysmata grabhami
- Lysmata seticaudata
- Lysmata nilita
- Lysmata hochi
- Lysmata nayaritensis
- Lysmata rafa
- Lysmata boggessi
- Lysmata ankeri
- Lysmata pederseni
- Lysmata debelius
- Lysmata galapaguensis
- Lysmata cf. trisetacea

Комахи
- Icerya bimaculata
- Icerya purchasi
- Crypticerya zeteki

### Annelida(Кільчасті черви)
- Salvatoria clavata
- Ophryotrocha gracilis
- Ophryotrocha hartmanni
- Ophryotrocha diadema
- Ophryotrocha bacci
- Ophryotrocha maculata
- Ophryotrocha socialis

### Chordata(Хордові)
- Kryptolebias marmoratus[29]
- Serranus fasciatus
- Serranus baldwini

### Angiospermae(Покритонасінні)
- Деякі види Acer (клени)[30]
- Castilla elastica[31]
- Culcita macrocarpa
- Datisca cannabina
- Datisca glomerata
- Fraxinus lanuginosa (Ясен шертистий)
- Fraxinus ornus (Ясен білоцвітий)
- Fuchsia microphylla
- Лілійка пізня (Лілійка пізня)
- Mercurialis annua (Переліска однорічна)[32]
- Neobuxbaumia mezcalaensis[33]
- Nephelium lappaceum (Рамбутан)
- Panax trifolius
- Oxalis suksdorfii
- Phillyrea angustifolia
- Phillyrea latifolia
- Ricinocarpus pinifolius[34]
- Sagittaria lancifolia (суб-андродіеція[прояснити: ком.])[35]
- Saxifraga cernua
- Schizopepon bryoniaefolius
- Spinifex littoreus
- Ulmus minor (Берест)[36]